# カルロ・クレリーチ

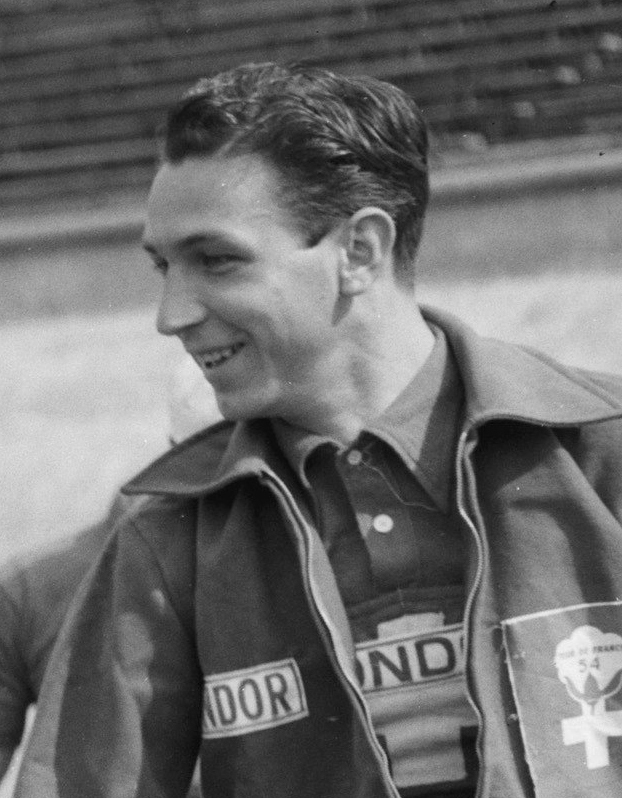

カルロ・クレリーチ（Carlo Clerici、1929年9月3日 - 2007年1月27日）は、スイス、チューリッヒ出身の元自転車競技（ロードレース）選手。1954年のジロ・デ・イタリア総合優勝者。

## 経歴
1954年のジロ・デ・イタリアでは、第6ステージを制し、総合優勝を果たした。
1956年、チューリッヒ選手権優勝。
この他、1952年のチューリッヒ選手権、1956年のツール・ド・ロマンディでは2位、1952年、1955年のツール・ド・スイス、1953年のチューリッヒ選手権では3位に入っている。
2007年、癌で死去。